# Malaika Mihambo
Malaika Mihambo, född 3 februari 1994, är en tysk friidrottare som främst tävlar i längdhopp.

## Karriär
Vid Världsmästerskapen i friidrott 2019 tog Mihambo guld i längdhopp. Vid olympiska sommarspelen 2020 i Tokyo tog Mihambo guld i längdhopp efter ett hopp på 7,00 meter.
I juli 2022 vid VM i Eugene tog Mihambo sitt andra raka VM-guld i längdhopp efter ett hopp på 7,12 meter. Vid OS 2024 tog hon silver i längdhopp.